# Cantó de Charlieu
El cantó de Charlieu és un cantó francès del departament del Loira, situat al districte de Roanne. Té 14 municipis i el cap és Charlieu.

## Municipis
- Boyer
- Chandon
- Charlieu
- Jarnosse
- Maizilly
- Mars
- Nandax
- Pouilly-sous-Charlieu
- Saint-Denis-de-Cabanne
- Saint-Hilaire-sous-Charlieu
- Saint-Nizier-sous-Charlieu
- Saint-Pierre-la-Noaille
- Villers
- Vougy

## Història
| Data d'elecció                           | Identitat       | Partit                     | Qualitat |
| ---------------------------------------- | --------------- | -------------------------- | -------- |
| 1945-1966                                | Ennemond Thoral | SFIO                       |          |
| 1966-1976                                | Pierre Bay      | Divers gauche, després PS  |          |
| 1976-1994                                | Paul Guillaud   | Divers droite              |          |
| 1994-2001                                | Georges Falt    | Divers droite, després UDF |          |
| 2001-                                    | René Lapallus   | PCF                        |          |
| les dades anteriors no són pas conegudes |                 |                            |          |
|                                          |                 |                            |          |

## Demografia
| A partir de 1990: Població sense dobles comptes |